# Sili
Sili è un villaggio delle Samoa, appartenente al distretto di Palauli.
| Controllo di autorità | VIAF (EN) 123133127 · LCCN (EN) n78017507 · J9U (EN, HE) 987007561965705171 |